# Folie douce (pièce de théâtre)
Pour les articles homonymes, voir Folie douce.
Folie douce est une pièce de théâtre de Jean-Jacques Bricaire et de Maurice Lasaygues créée sur la scène du Théâtre Marigny le 10 mars 1972. Elle a été diffusée pour la première fois le 28 septembre 1973 sur la deuxième chaîne de l'ORTF.

## Argument
En rentrant d'une soirée avec un ami médecin, Françoise découvre le corps à moitié dévêtu d'un homme qu'elle fait installer dans sa maison en attendant qu'il reprenne ses esprits. Pendant ce temps, Jérôme, son mari, égratigne son mariage dans les bras d'une maîtresse, Sylvie. Rongé par le remords, il décide de rompre et veut confesser sa faute à sa femme. Cette dernière est convaincue, non pas de son infidélité, mais d'un casse qu'il aurait commis au même moment, l'homme retrouvé inanimé ayant reconnu sa voiture. Il s'ensuit un quiproquo dont Jérôme découvrira qu'il a été victime d'une machination...

## Fiche technique[1]
- Auteur : Jean-Jacques Bricaire et Maurice Lasaygues
- Réalisation : Pierre Sabbagh
- Mise en scène : Michel Roux
- Décors : Roger Harth
- Costumes : Donald Cardwell
- Chef de production : Jacques Martin
- Directeur de la vision : Georges Mormin
- Ingénieur du son : Michel Bernoville
- Cadreurs : Serge Huzum, Jean-Pierre Lanvin, Jean-Pierre Mesrine, Georges Theurier
- Direction de la scène : Edward Sanderson
- Directeur de la photographie : Lucien Billard
- Script : Yvette Boussard
- Script assistant : Guy Mauplot
- Date et lieu d'enregistrement : 13 mai 1972 au théâtre Marigny.

## Distribution[2]
- Danielle Darrieux : Françoise
- Michel Roux : Bernard, l'ami médecin
- Jean-Pierre Darras : Jérôme, le mari de Françoise
- Dany Carrel : Sylvie
- Henri Poirier : Pozzio
- Nono Zammit : Houppe
- Bernard Tiphaine : Tonio.

Lors de la création de la pièce, Henri Labussière interprétait Houppe. Le reste de la distribution est identique.